# Půltón
Půltón je nejmenší interval vyskytující se v diatonické stupnici, v rovnoměrně temperovaném ladění má poměr frekvencí {\displaystyle {\sqrt[{12}]{2}}:1}

## Čisté ladění
V čistém ladění existují tři typy půltónů:
- Diatonický půltón s poměrem frekvencí 16:15, je to jiné označení pro malou sekundu, ve dvanáctitónové stupnici v čistém ladění se tedy vyskytuje mezi tóny c – des, d – es, e – f, fis – g, g – as, a – b a h – c.
- Velký chromatický půltón s poměrem frekvencí 135:128 (spolu s diatonickým půltónem tvoří velký celý tón s poměrem frekvencí 9:8), je to jiné označení pro zvětšenou primu, ve dvanáctitónové stupnici v čistém ladění se vyskytuje mezi tóny des – d, f – fis a b – h (tóny c – d, f – g a a – h jsou velké celé tóny).
- Malý chromatický půltón s poměrem frekvencí 25:24 (spolu s diatonickým půltónem tvoří malý celý tón s poměrem frekvencí 10:9), je to také jiné označení pro zvětšenou primu, ve dvanáctitónové stupnici v čistém ladění se vyskytuje mezi tóny es – e a as – a (tóny d – e a g – a jsou malé celé tóny).

Všeobecně se tady diatonický půltón rovná malé sekundě (např. c – des), zatímco chromatický půltón se rovná zvětšené primě (např. c – cis).

## Pythagorejské ladění
V pythagorejském ladění existují dva typy půltónů:
- Limma s poměrem frekvencí 256:243, odvozuje se od řady pěti čistých kvint zmenšených o tři oktávy.
- Apotomé s poměrem frekvencí 2187:2048, odvozuje se od řady sedmi čistých kvint zmenšených o čtyři oktávy.

## Rovnoměrně temperované ladění
V rovnoměrně temperovaném ladění existuje jen jeden univerzální půltón s poměrem frekvencí {\displaystyle {\sqrt[{12}]{2}}:1}